# Прунішор (Арад)
Прунішор (рум. Prunișor) — село у повіті Арад в Румунії. Адміністративно підпорядковане місту Себіш.
Село розташоване на відстані 380 км на північний захід від Бухареста, 67 км на північний схід від Арада, 119 км на захід від Клуж-Напоки, 100 км на північний схід від Тімішоари.

## Населення
За даними перепису населення 2002 року у селі проживали 596 осіб. Рідною мовою 595 осіб (99,8%) назвали румунську.
Національний склад населення села:
| Національність | Кількість осіб | Відсоток |
| -------------- | -------------- | -------- |
| румуни         | 535            | 89,8%    |
| цигани         | 60             | 10,1%    |